# Jennifer Connelly
Jennifer Lynn Connelly (n. 12 decembrie 1970) este o actriță americană de film.

## Filmografie
| An   | Titlu                         | Rol                               | Regizor            | Note                                                     |
| ---- | ----------------------------- | --------------------------------- | ------------------ | -------------------------------------------------------- |
| 1982 | Tales of the Unexpected       | The Girl                          | Wendy Toye         | show TV; Episodul "Stranger in Town"                     |
| 1984 | Once Upon a Time in America   | Young Deborah Gelly               | Sergio Leone       | Debutul în film                                          |
| 1985 | Phenomena                     | Jennifer Corvino                  | Dario Argento      | Primul rol principal                                     |
| 1985 | Seven Minutes in Heaven       | Natalie Becker                    | Linda Feferman     |                                                          |
| 1986 | Labyrinth                     | Sarah Williams                    | Jim Henson         |                                                          |
| 1988 | Some Girls                    | Gabriella d'Arc                   | Michael Hoffman    |                                                          |
| 1989 | Étoile (Ballet)               | Claire Hamilton / Natalie Horvath | Peter Del Monte    |                                                          |
| 1990 | The Hot Spot                  | Gloria Harper                     | Dennis Hopper      |                                                          |
| 1991 | Career Opportunities          | Josie McClellan                   | Bryan Gordon       |                                                          |
| 1991 | The Rocketeer                 | Jenny Blake                       | Joe Johnston       | Nominalizare la Saturn Award for Best Supporting Actress |
| 1992 | The Heart of Justice          | Emma Burgess                      | Bruno Barreto      | Film TV                                                  |
| 1994 | Of Love and Shadows           | Irene                             | Betty Kaplan       |                                                          |
| 1995 | Higher Learning               | Taryn                             | John Singleton     |                                                          |
| 1996 | Mulholland Falls              | Allison Pond                      | Lee Tamahori       |                                                          |
| 1996 | Far Harbor                    | Ellie                             | John Huddles       |                                                          |
| 1997 | Inventing the Abbotts         | Eleanor Abbott                    | Pat O'Connor       |                                                          |
| 1998 | Dark City                     | Emma Murdoch / Anna               | Alex Proyas        |                                                          |
| 2000 | Waking the Dead               | Sarah Williams                    | Keith Gordon       |                                                          |
| 2000 | Pollock                       | Ruth Kligman                      | Ed Harris          |                                                          |
| 2000 | The $treet                    | Catherine Miller                  | Michael Dinner     | Serial de televiziune                                    |
| 2000 | Requiem for a Dream           | Marion Silver                     | Darren Aronofsky   |                                                          |
| 2001 | A Beautiful Mind              | Alicia Nash                       | Ron Howard         |                                                          |
| 2003 | Hulk                          | Betty Ross                        | Ang Lee            | Nominalizare la Saturn Award for Best Actress            |
| 2003 | House of Sand and Fog         | Kathy Nicolo                      | Vadim Perelman     |                                                          |
| 2005 | Dark Water                    | Dahlia Williams                   | Walter Salles      |                                                          |
| 2006 | Little Children               | Kathy Adamson                     | Todd Field         |                                                          |
| 2006 | Blood Diamond                 | Maddy Bowen                       | Edward Zwick       |                                                          |
| 2007 | Reservation Road              | Grace Learner                     | Terry George       |                                                          |
| 2008 | The Day the Earth Stood Still | Helen Benson                      | Scott Derrickson   |                                                          |
| 2009 | He's Just Not That Into You   | Janine Gunders                    | Ken Kwapis         |                                                          |
| 2009 | Inkheart                      | Roxane                            | Iain Softley       |                                                          |
| 2009 | 9                             | 7                                 | Shane Acker        | Voce                                                     |
| 2009 | Creation                      | Emma Darwin                       | Jon Amiel          |                                                          |
| 2010 | Virginia                      | Virginia                          | Dustin Lance Black |                                                          |
| 2011 | The Dilemma                   | Beth                              | Ron Howard         |                                                          |
| 2011 | Salvation Boulevard           | Gwen Vanderveer                   | George Ratliff     |                                                          |
| 2013 | Stuck in Love                 | Erica                             | Josh Boone         |                                                          |
| 2014 | Winter's Tale                 | Virginia Gamely                   | Akiva Goldsman     |                                                          |
| 2014 | Noah                          | Naameh                            | Darren Aronofsky   |                                                          |
| 2015 | Aloft                         | Nana Kunning                      | Claudia Llosa      |                                                          |
| 2015 | Shelter                       | Hannah                            | Paul Bettany       |                                                          |
| 2016 | American Pastoral             |                                   | Ewan McGregor      | Filmare                                                  |